# Natale in California: Luci della città
Natale in California: Luci della città (A California Christmas: City Lights) è un film del 2021 diretto da Shaun Paul Piccinino.
È il sequel del film del 2020 Natale in California.

## Trama
Dopo un anno che stanno insieme, Callie e Joseph decidono di lasciare la fattoria e di trasferirsi in città per prendere in mano la gestione di un'azienda di famiglia e cominciare a pensare al loro matrimonio.

## Distribuzione
Natale in California: Luci della città è stato reso disponibile sulla piattaforma Netflix il 16 dicembre 2021.